# Brachydoxa
Brachydoxa är ett släkte av fjärilar. Brachydoxa ingår i familjen äkta malar.
Kladogram enligt Catalogue of Life:
| Brachydoxa | \| \| Brachydoxa syntrocha \| \| \| \| \| \| Brachydoxa vagula \| \| \| \| |
|            | \| \| Brachydoxa syntrocha \| \| \| \| \| \| Brachydoxa vagula \| \| \| \| |
|            | Brachydoxa syntrocha                                                       |
|            |                                                                            |
|            | Brachydoxa vagula                                                          |
|            |                                                                            |